# Clavis (uitgeverij)
Clavis Uitgeverij is een Vlaamse uitgeverij van kinderboeken. Het is de grootste kinderboekenuitgever in het Nederlandse taalgebied, met vestigingen in Hasselt, Amsterdam en New York. Jaarlijks realiseert Clavis Uitgeverij zo'n driehonderd nieuwe titels, tweehonderd herdrukken en wereldwijd honderden licentiecontracten. De bedrijfsslogan luidt: 'wij maken kinderdromen waar'.
Het familiebedrijf van de familie Werck werd in 1981 opgericht. In 2018 haalde het een omzet van 8,6 miljoen euro met 37 vaste medewerkers. Clavis Uitgeverij geeft werk uit van onder meer Guido Van Genechten, Bart Demyttenaere, Liesbet Slegers, Kolet Janssen, Kathleen Amant (de "Anna"-peuterboeken), Anneriek van Heugten, Gerard van Gemert, Patrick Lagrou (onder meer de reeks Dolfijnenkind), Sanne te Loo, Chinouk Thijssen, David Walliams en Astrid Witte.
Samen met de Hogeschool PXL werd de vzw Willewete opgericht met als doel leesbevorderende activiteiten op te zetten en een labo te zijn voor vernieuwend onderwijs. De meest succesvolle actie van Willewete is Kwartiermakers, waardoor er in meer dan 500 basisscholen elke dag een kwartiertje wordt gelezen. Jaarlijks volgen zo'n duizend leerkrachten een vervolgopleiding op de abdijsite Herkenrode te Hasselt, waar zowel de vzw Willewete als de uitgeverij gevestigd zijn.